# Palaeodocosia vittata
Palaeodocosia vittata är en tvåvingeart som först beskrevs av Daniel William Coquillett 1901.  Palaeodocosia vittata ingår i släktet Palaeodocosia, och familjen svampmyggor. Arten är reproducerande i Sverige.